# Helen Shaver
Helen Shaver (St. Thomas, 24 febbraio 1951) è un'attrice, regista e produttrice televisiva canadese.

## Biografia
Tra le sue più note interpretazioni, meritano di essere menzionate quelle nei film Cuori nel deserto (1985), in cui interpreta Vivian, Ricordi fatali (1992), di Daryl Duke, dove interpreta il ruolo di Elaine Tipton, e Terapia d'amore (2007) di Harris Goldberg, dove interpreta Audrey. È stata anche regista di vari episodi di serie televisive, come ad esempio The Associates e Colombo (un episodio nel 1990, dove appare anche come attrice).

## Filmografia parziale

### Attrice

#### Cinema
- Shoot - Voglia di uccidere (Shoot), regia di Harvey Hart (1976)
- Donna è meraviglia (In Praise of Older Women), regia di George Kaczender (1978)
- Truck Drivers (High-Ballin'), regia di Peter Carter (1978)
- Amityville Horror (The Amityville Horror), regia di Stuart Rosenberg (1979)
- Osterman Weekend (The Osterman Weekend), regia di Sam Peckinpah (1983)
- La miglior difesa è... la fuga (Best Defense), regia di Willard Huyck (1985)
- Cuori nel deserto (Desert Hearts), regia di Donna Deitch (1985)
- Il colore dei soldi (The Color of Money), regia di Martin Scorsese (1986)
- The Believers - I credenti del male (The Believers), regia di John Schlesinger (1987)
- Calde notti d'estate (That Night), regia di Craig Bolotin (1992)
- Tremors 2: Aftershocks (Tremors 2: Aftershocks), regia di Steven Seth Wilson (1996)
- The Keeper, regia di Paul Lynch (2004)
- Terapia d'amore (Numb), regia di Harris Goldberg (2007)

#### Televisione
- S.O.S. Squadra Speciale (Search and Rescue) – serie TV (1977-1978)
- Sorrisi e litigi (United States) – serie TV, 13 episodi (1980)
- Storie incredibili (Amazing Stories) - serie TV, episodio 1x19 (1986)
- Colombo (Columbo) – serie TV, episodio 9x04 (1990)

### Regista
- Giudice Amy (Judging Amy) – serie TV, 11 episodi (2001-2005)
- 4400 (The 4400) – serie TV, episodio 1x03 (2004)
- Law & Order - Unità vittime speciali (Law & Order: Special Victims Unit) – serie TV, 9 episodi (2008-2011)
- Il socio (The Firm) – serie TV, 5 episodi (2012)
- Person of Interest – serie TV, episodi 2x08-3x06-4x18 (2012-2015)
- Revolution – serie TV, episodi 1x18-2x03-2x18 (2013-2014)
- Orphan Black – serie TV, episodi 2x05-3x06-5x05 (2014-2017)
- Vikings – serie TV, 8 episodi (2015-2020)
- Westworld - Dove tutto è concesso (Westworld) – serie TV, episodio 3x07 (2020)
- Snowpiercer – serie TV, episodi 1x06-1x07 (2020)
- Maid – miniserie TV, puntate 6-7 (2021)
- Station Eleven – miniserie TV, puntate 4-6-8 (2021-2022)
- The New Look – serie TV, 4 episodi (2024)
- The Penguin – miniserie TV, puntate 4-5 (2024)

### Doppiatrice
- Alla ricerca della Valle Incantata (The Land Before Time), regia di Don Bluth (1988)

## Doppiatrici italiane
Nelle versioni in italiano delle opere in cui ha recitato, Helen Shaver è stata doppiata da:
- Daniela Nobili in Osterman Weekend
- Ludovica Modugno ne La miglior difesa è... la fuga
- Maria Grazia Dominici in The L Word
- Angiola Baggi in The Believers - I credenti del male
- Fabrizia Castagnoli in Tremors 2: Aftershocks

Da doppiatrice, è stata sostituita da:
- Maria Pia Di Meo in Alla ricerca della Valle Incantata